# Френк П'єтранджело
Френк П'єтранджело (англ. Frank Pietrangelo, нар. 17 грудня 1964, Ніагара-Фоллс) — канадський хокеїст, що грав на позиції воротаря.
Володар Кубка Стенлі.
Його племінник — Алекс, є також гравцем НХЛ.

## Ігрова кар'єра
Професійну хокейну кар'єру розпочав 1986 року.
1983 року був обраний на драфті НХЛ під 67-м загальним номером командою «Піттсбург Пінгвінс».
Протягом професійної клубної ігрової кар'єри, що тривала 16 років, захищав кольори команд «Піттсбург Пінгвінс», «Гартфорд Вейлерс» та деяких інших команд нижчих північноамериканських та європейських ліг.
У 1991 році, виступаючи за клуб «Піттсбург Пінгвінс», став володарем Кубка Стенлі.
Загалом провів 153 матчі в НХЛ, включаючи 12 ігор плей-оф Кубка Стенлі.